# Antje Zöllkau
Antje Zöllkau (ur. 22 czerwca 1963 w Saalfeld/Saale) – wschodnioniemiecka lekkoatletka, która specjalizowała się w rzucie oszczepem.
W 1981 wywalczyła srebrny medal mistrzostw Europy juniorów, a rok później zdobyła krążek z tego samego kruszcu podczas seniorskich mistrzostw Starego Kontynentu. Jedenasta zawodniczka mistrzostw świata, które w 1983 roku odbyły się w Helsinkach. Podczas zawodów Przyjaźń - 84 zajęła 4. miejsce. Rekord życiowy: 72,16 (5 maja 1984, Celje).